# Chlorissa cremnobates
Chlorissa cremnobates là một loài bướm đêm trong họ Geometridae.